# سفارة الولايات المتحدة في تشيلي
سفارة الولايات المتحدة في تشيلي هي أرفع تمثيل دبلوماسي لدولة الولايات المتحدة لدى تشيلي. تقع السفارة في سانتياغو وهي تهدف لتعزيز المصالح الأمريكية في تشيلي.

## وصلات خارجية
- قائمة سفارات الولايات المتحدة
- قائمة السفارات في تشيلي